# Euplassa rufa
Euplassa rufa är en tvåhjärtbladig växtart som först beskrevs av Ludwig Eduard Loesener, och fick sitt nu gällande namn av Herman Otto Sleumer. Euplassa rufa ingår i släktet Euplassa och familjen Proteaceae. Inga underarter finns listade i Catalogue of Life.